# Canon EOS 50D
Canon EOS 50D é uma câmera fotográfica DSLR, sucessora da EOS 40D. Seu lançamento no mercado foi anunciado em 26 de agosto de 2008.